# Міжнародний союз альпіністських асоціацій
Міжнародний союз альпіністських асоціацій (фр. Union Internationale des Associations d'Alpinisme, скор. UIAA) — організація, що являє собою об'єднання 88 національних альпіністських асоціацій і організацій (федерацій, асоціацій, клубів) з 76 країн світу, що представляє мільйони альпіністів у всьому світі.
Генеральний офіс UIAA перебуває в Берні, Швейцарія.
Міжнародний союз альпіністських асоціацій визнаний  Міжнародним олімпійським комітетом як організація, що представляє альпінізм.

## Історія
Міжнародний союз альпіністських асоціацій заснований в 1932 р. в Шамоні, (Франція) 18 національними альпіністськими об'єднаннями.
При створенні було визначено основні завдання нової організації:
- розвиток альпінізму серед молоді;
- розробка міжнародних стандартів;
- підвищення інформованості про безпеку;
- захист довкілля.

Нині ЮІАА є загальновідомою світовою організацією і визнаним експертом у всіх питаннях, пов'язаних з альпінізмом, скі-альпінізмом, скелелазінням, льодолазінням та іншими подібними видами діяльності.
В 1997 р. всередині Міжнародного союзу альпіністських асоціацій (UIAA) було сформовано нову структуру — Міжнародну раду зі скелелазіння (ICC), з метою надання скелелазінню значної автономії і забезпечення його необхідними інструментами для подальшого розвитку. В 2006 р. ЮІАА вирішив припинити керування спортивним скелелазінням і підтримати створення незалежної міжнародної федерації з управління цим видом спорту. 27 січня 2007 р. в  Франкфурті 68 федерацій увійшли в засновану Міжнародну федерацію спортивного скелелазіння (IFSC). Статути та постанови нової міжнародної федерації були одностайно прийняті, і робота федерації почалася.
Кількість національних альпіністських організацій, що входять до союзу, постійно збільшувалася і в даний час включає 88 організацій з 76 країн, які представляють понад 2,5 мільйона альпіністів, а також десятки мільйонів інших зацікавлених учасників.
Фінансування діяльності союзу здійснюється за рахунок членських внесків.

## Основні напрямки діяльності
Діяльність ЮІАА опирається головним чином на групи спеціалістів-добровольців з членських організацій. Кожна робоча група має свою власну спеціалізацію. Ці групи ведуть спільну роботу за напрямками, встановленими стратегічними цілями організації, описаних нижче.

### Спорядження
Для забезпечення  безпеки в горах необхідне гарне і надійне спорядження. У ЮІАА є Комісія з безпеки (Safety Commission), яка розробила перші постійно діючі стандарти з безпеки спорядження для альпінізму. Ці стандарти є єдиними міжнародними і були прийняті  Європейським Союзом як внутрішні стандарти. Виробники обладнання, відповідного стандартам безпеки ЮІАА, можуть отримувати сертифікат з його безпеки (UIAA Safety Label).

### Міжнародні змагання
У ЮІАА існують міжнародні відділення, які організовують, розвивають і регулюють міжнародні змагання в наступних видах:
- Льодолазіння (Ice Climbing);
- Скі-альпінізм (Ski Mountaineering);
- Скелелазіння (Climbing) (до створення на базі ICC Міжнародної федерації спортивного скелелазіння в 2007 р.)

Змагання по кожній з цих дисциплін проводяться за своїми правилами, в основу яких закладено такі принципи як чесність, відсутність допінгу і захист навколишнього середовища. Для кожного виду існує календар міжнародних подій, таких як Кубок Світу, Чемпіонат Світу, континентальні Чемпіонати та різні заходи для молоді.

### Медицина
Профілактика і надання допомоги необхідні в кожному виді спорту і особливо у віддалених місцях, де потрібне вміння розраховувати на власні сили. Зокрема, обмороження і небезпеки при гострій  гірській хворобі, викликаної висотою, є специфічними проблемами в горах. Медична комісія (Medical Commission) — найбільша міжнародна група медиків-професіоналів, яка займається питаннями профілактики і надання допомоги при проблемах, з якими можуть зустрітися альпіністи.

### Безпека і навчання
Вправляючись у гірських видах спорту необхідно розуміти ризик і небезпеку, пов'язану з ними. Тому керівники та інструктора повинні бути добре підготовлені. Комісія з альпінізму (Mountaineering Commission) поширює сучасні знання про правильну поведінку в горах і просуває уніфікацію інформації, щоб вона була зрозуміла у всіх регіонах, наприклад, міжнародну шкалу  лавинної небезпеки і стандарт опису маршрутів. Ця комісія також вводить міжнародні стандарти з навчання та оцінки керівників та інструкторів.

### Молодь
Майбутнє будь-якого виду спорту — це молоді учасники і багато видів спорту роблять дуже великий внесок у соціальний, освітній і фізичний розвиток молоді. Комісія з молоді (Youth Commission) займається міжнародними молодіжними програмами. Ця робота фокусується на захисті дітей, надання рівних можливостей, а також акцентує увагу молоді на співпрацю і захисті навколишнього середовища.

## Ресурси Інтернету
- Офіційний сайт Міжнародного союзу асоціацій альпінізму
- Відеоролики UIAA на youtube.com